# 인 더 루프
인 더 루프(In The Loop)는 영국에서 제작된 아만도 이아누치 감독의 2009년 코미디 영화이다. 피터 카팔디 등이 주연으로 출연하였고 케빈 로더 등이 제작에 참여하였다.

## 출연

### 주연
- 피터 카팔디
- 톰 홀랜더
- 지나 맥키
- 제임스 갠돌피니

### 조연
- 해리 하든 페이턴
- 제임스 스미스
- 재크 우즈
- 미미 케네디
- 안나 클럼스키
- 엔조 실렌티
- 제임스 도허티
- 데이비드 라쉐
- 칩포 청
- 델 펜테코스트
- 조안나 스캔런
- 조안나 브룩스
- 스티브 쿠건
- 리타 메이
- 폴 히긴스
- 알렉스 맥퀸
- 이브 매디슨
- 크리스찬 콘트레라스
- 치즈 어쿠도루
- 스테파니 캐넌
- 줄리 먼
- 존 스노우든
- 알 소토
- 패트릭 마이클 스트레인지
- 존 워먼
- 돈 와틀리

## 제작진
- 각색: 이안 마틴
- 라인프로듀서: 로자 로메로
- 미술: 크리스티나 카살리
- 의상: 로스 리틀
- 배역: 사라 크로우
- 배역: 메러디스 터커